# 1941 en Belgique
Chronologie de la Belgique
- 1937
- 1938
- 1939
- 1940
- 1941
- 1942
- 1943
- 1944
- 1945

Cette page recense des événements qui se sont produits durant l'année 1941 en Belgique.

## Chronologie

### Janvier 1941
- 14 janvier : depuis Londres, l'animateur de Radio Belgique, Victor de Laveleye, demande à tous les Belges de choisir la lettre « V » comme signe de ralliement[1] :

« Je vous propose, comme signe de ralliement, la lettre « V ». Pourquoi ? Parce « V » c'est la première lettre de « victoire » en français et de « vrijheid », liberté, en flamand. Deux choses qui vont ensemble, comme Wallons et Flamands marchent en ce moment la main dans la main, deux choses qui sont la conséquence l'une de l'autre : la victoire qui vous rendra la liberté, la victoire de nos grands amis anglais. »

- 21 janvier : accord économique belgo-britannique sur le Congo belge. Le Congo participe à l'effort de guerre aux côtés des Alliés[1].

### Février 1941
- 6 février : bombardement de l'aérodrome de Melsbroek[1].

### Mars 1941
- 7 mars : ordonnance accélérant la mise à la retraite des fonctionnaires âgés (Uberaltungsverordnung). Elle facilite le recrutement de collaborateurs comme gouverneurs provinciaux, bourgmestres ou fonctionnaires[3].
- 15 mars : création à Liège du Front de l'Indépendance, mouvement de la résistance intérieure[1].

### Avril 1941
- 14 avril: pogrom d'Anvers.

### Mai 1941
- Mai 1941 : les Allemands interdisent aux Juifs d'exercer toute activité économique[4].
- 10 mai : une grève générale éclate en région liégeoise[1].
- 16 mai : la grève des 100 000 s'étend dans le Hainaut et le Limbourg[5].

### Juillet 1941
- 3 juillet : victoire de la Force publique du Congo belge face aux troupes italiennes à Saïo (Éthiopie)[6].

### Août 1941
- août 1941 : la Légion wallonne de Léon Degrelle intègre la Wehrmacht[7].

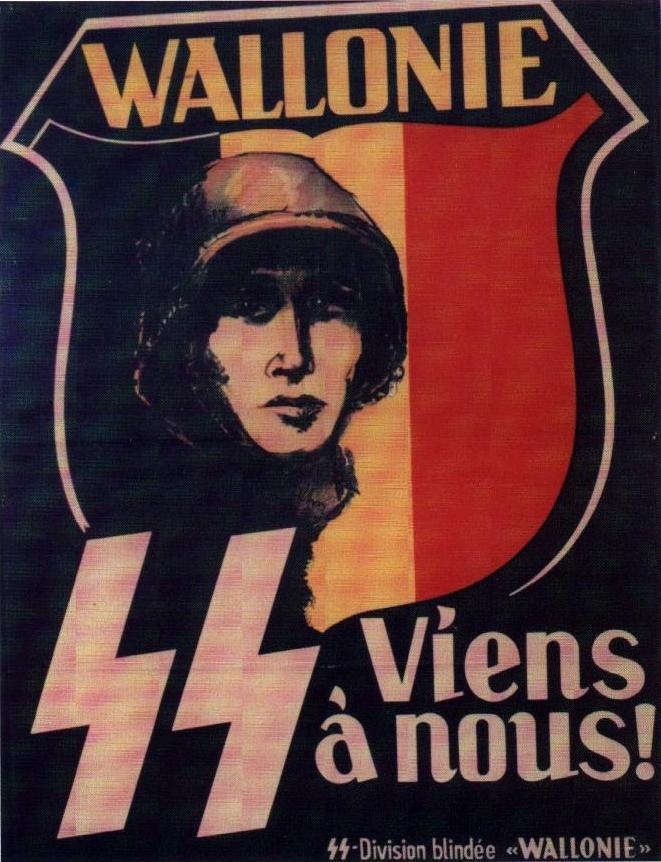
Affiche de recrutement de la SS Wallonie.

- 16 août : création du « Service d'enlèvement et de destruction d'engins explosifs ».

### Septembre 1941
- 5 septembre : accord militaire anglo-belge[8].
- 11 septembre : à Laeken, Léopold III épouse religieusement et en secret Lilian Baels, fille du gouverneur de Flandre-Occidentale Henri Baels[1].
- 15 septembre : création du Grand Anvers, entité issue de la fusion d'Anvers avec les communes avoisinantes de Berchem, Borgerhout, Deurne, Hoboken, Merksem, Mortsel et une partie du territoire d'Ekeren[9].
- 16 septembre : un décret de l'Oberkommando der Wehrmacht autorise l'exécution de 50 à 100 otages pour venger la mort d'un soldat allemand[10].

### Novembre 1941
- 25 novembre
  - l'université libre de Bruxelles décide de fermer ses portes[11].
  - une ordonnance allemande instaure l'Association des juifs en Belgique.
- 28 novembre : dans une lettre adressée aux ministres belges restés en France, le Premier ministre Hubert Pierlot rappelle que le siège du gouvernement belge est désormais transféré à Londres. Les anciens ministres restés en France ne pourront être réintégrés automatiquement au gouvernement une fois à Londres[12].

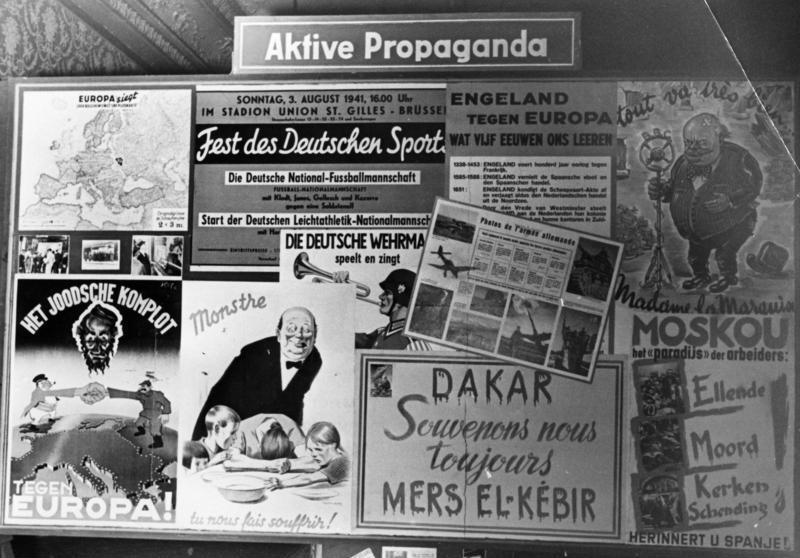
Affiches de propagande nazie en allemand, français et néerlandais.

### Décembre 1941
- 6 décembre : mariage civil de Léopold III et de Lilian Baels[1]. Ceci est contraire à la Constitution, qui prévoit que le mariage civil doit toujours précéder la bénédiction nuptiale.
- 7 décembre : dans une lettre pastorale, le cardinal Van Roey annonce le remariage du roi[13]. Il précise que les enfants du couple ne seront pas inclus dans l'ordre de succession au trône[1].

## Culture

### Bande dessinée
- Le Crabe aux pinces d'or d'Hergé.

### Cinéma
- Bonne chance, Monique (Veel geluk Monica) de Jan Vanderheyden.
- Een aardig geval d'Edith Kiel.

### Littérature
- Au pays de la magie, recueil de poèmes d'Henri Michaux[14].
- Clairière, recueil de poèmes de Pierre Nothomb[15].
- Joie grondante, recueil de poèmes de Jean de Bosschère[16].
- Meurtres (t. IV-V), romans de Charles Plisnier[17].
- La servante au miroir, récits de Marcel Lecomte[18].
- Sortilèges, recueil de contes de Michel de Ghelderode[19].

#### Romans deGeorges Simenon
- Bergelon.
- Cour d'assises.
- Il pleut bergère....
- La Maison des sept jeunes filles.
- L'Outlaw.
- Le Voyageur de la Toussaint.

## Naissances
- 6 janvier : Philippe Busquin, homme politique.
- 26 janvier : Willy Bocklant, coureur cycliste († 6 juin 1985).
- 21 mars : Dirk Frimout, spationaute.
- 26 avril : Guy Mathot, homme politique († 21 février 2005).
- 5 mai : Urbain Haesaert, entraîneur de football.
- 14 juillet : Wilfried Geeroms, athlète († 4 mai 1999).
- 19 juillet : André De Hertoghe, athlète.
- 2 août : Jean Cornelis, joueur de football († 22 mars 2016).
- 18 décembre : Jos Huysmans, coureur cycliste († 10 octobre 2012).
- 23 décembre : Serge Reding, haltérophile († 28 juin 1975).
- 25 décembre : Guido Reybrouck, coureur cycliste.
- 28 décembre : Georges Vandenberghe, coureur cycliste († 23 septembre 1983).

## Décès
- 3 janvier : Eugène Boch, peintre (° 1er septembre 1855), mort à Monthyon (France).
- 18 février : George Minne, sculpteur (° 30 août 1866).
- 6 mars : Paul Hymans, avocat et homme politique (° 23 mars 1865), mort en exil à Nice (France).
- 8 décembre : Georges Cordier, homme politique et résistant (° 16 février 1901).